# Combinació (escacs)
En escacs, una combinació és una seqüència relativament llarga de moviments, sovint iniciada amb un sacrifici, que deixa a l'oponent poques opcions i un resultat pràcticament guanyador. En molts moments d'una partida d'escacs, cada jugador té diverses opcions raonables per escollir, fet que fa difícil seguir un pla excepte en termes estratègics. Les combinacions, en contra de la norma, són prou forçades per tal que hom pugui calcular exactament quant d'avantatge s'aconseguirà contra qualsevol defensa. Normalment és necessari analitzar diversos moviments detalladament abans d'iniciar una combinació. En cas contrari el sacrifici inicial seria molt difícilment recuperable.
Una combinació normalment es construeix a partir de temes tàctics fonamentals com poden ser forquilles, clavades, enfilades, raigs X, descobertes, etc. D'aquesta manera, una combinació acostuma a tenir un mínim de tres moviments. Com més de temps es triga a recuperar el sacrifici inicial, més impressionant serà la combinació.

## Exemple
La següent posició comença una combinació que il·lustra diverses forquilles i raigs X:
|   | a | b | c | d | e | f | g | h |   |
| 8 | a8 negres torre · c8 negres alfil · f8 negres torre · a7 negres peó · d7 negres peó · g7 negres rei · h7 negres peó · b6 negres peó · c6 negres cavall · e6 negres peó · b4 blanques peó · c4 blanques peó · a3 blanques peó · e3 blanques rei · c2 blanques dama · h2 blanques peó · a1 blanques torre · f1 blanques alfil | a8 negres torre · c8 negres alfil · f8 negres torre · a7 negres peó · d7 negres peó · g7 negres rei · h7 negres peó · b6 negres peó · c6 negres cavall · e6 negres peó · b4 blanques peó · c4 blanques peó · a3 blanques peó · e3 blanques rei · c2 blanques dama · h2 blanques peó · a1 blanques torre · f1 blanques alfil | a8 negres torre · c8 negres alfil · f8 negres torre · a7 negres peó · d7 negres peó · g7 negres rei · h7 negres peó · b6 negres peó · c6 negres cavall · e6 negres peó · b4 blanques peó · c4 blanques peó · a3 blanques peó · e3 blanques rei · c2 blanques dama · h2 blanques peó · a1 blanques torre · f1 blanques alfil | a8 negres torre · c8 negres alfil · f8 negres torre · a7 negres peó · d7 negres peó · g7 negres rei · h7 negres peó · b6 negres peó · c6 negres cavall · e6 negres peó · b4 blanques peó · c4 blanques peó · a3 blanques peó · e3 blanques rei · c2 blanques dama · h2 blanques peó · a1 blanques torre · f1 blanques alfil | a8 negres torre · c8 negres alfil · f8 negres torre · a7 negres peó · d7 negres peó · g7 negres rei · h7 negres peó · b6 negres peó · c6 negres cavall · e6 negres peó · b4 blanques peó · c4 blanques peó · a3 blanques peó · e3 blanques rei · c2 blanques dama · h2 blanques peó · a1 blanques torre · f1 blanques alfil | a8 negres torre · c8 negres alfil · f8 negres torre · a7 negres peó · d7 negres peó · g7 negres rei · h7 negres peó · b6 negres peó · c6 negres cavall · e6 negres peó · b4 blanques peó · c4 blanques peó · a3 blanques peó · e3 blanques rei · c2 blanques dama · h2 blanques peó · a1 blanques torre · f1 blanques alfil | a8 negres torre · c8 negres alfil · f8 negres torre · a7 negres peó · d7 negres peó · g7 negres rei · h7 negres peó · b6 negres peó · c6 negres cavall · e6 negres peó · b4 blanques peó · c4 blanques peó · a3 blanques peó · e3 blanques rei · c2 blanques dama · h2 blanques peó · a1 blanques torre · f1 blanques alfil | a8 negres torre · c8 negres alfil · f8 negres torre · a7 negres peó · d7 negres peó · g7 negres rei · h7 negres peó · b6 negres peó · c6 negres cavall · e6 negres peó · b4 blanques peó · c4 blanques peó · a3 blanques peó · e3 blanques rei · c2 blanques dama · h2 blanques peó · a1 blanques torre · f1 blanques alfil | 8 |
| 7 | a8 negres torre · c8 negres alfil · f8 negres torre · a7 negres peó · d7 negres peó · g7 negres rei · h7 negres peó · b6 negres peó · c6 negres cavall · e6 negres peó · b4 blanques peó · c4 blanques peó · a3 blanques peó · e3 blanques rei · c2 blanques dama · h2 blanques peó · a1 blanques torre · f1 blanques alfil | a8 negres torre · c8 negres alfil · f8 negres torre · a7 negres peó · d7 negres peó · g7 negres rei · h7 negres peó · b6 negres peó · c6 negres cavall · e6 negres peó · b4 blanques peó · c4 blanques peó · a3 blanques peó · e3 blanques rei · c2 blanques dama · h2 blanques peó · a1 blanques torre · f1 blanques alfil | a8 negres torre · c8 negres alfil · f8 negres torre · a7 negres peó · d7 negres peó · g7 negres rei · h7 negres peó · b6 negres peó · c6 negres cavall · e6 negres peó · b4 blanques peó · c4 blanques peó · a3 blanques peó · e3 blanques rei · c2 blanques dama · h2 blanques peó · a1 blanques torre · f1 blanques alfil | a8 negres torre · c8 negres alfil · f8 negres torre · a7 negres peó · d7 negres peó · g7 negres rei · h7 negres peó · b6 negres peó · c6 negres cavall · e6 negres peó · b4 blanques peó · c4 blanques peó · a3 blanques peó · e3 blanques rei · c2 blanques dama · h2 blanques peó · a1 blanques torre · f1 blanques alfil | a8 negres torre · c8 negres alfil · f8 negres torre · a7 negres peó · d7 negres peó · g7 negres rei · h7 negres peó · b6 negres peó · c6 negres cavall · e6 negres peó · b4 blanques peó · c4 blanques peó · a3 blanques peó · e3 blanques rei · c2 blanques dama · h2 blanques peó · a1 blanques torre · f1 blanques alfil | a8 negres torre · c8 negres alfil · f8 negres torre · a7 negres peó · d7 negres peó · g7 negres rei · h7 negres peó · b6 negres peó · c6 negres cavall · e6 negres peó · b4 blanques peó · c4 blanques peó · a3 blanques peó · e3 blanques rei · c2 blanques dama · h2 blanques peó · a1 blanques torre · f1 blanques alfil | a8 negres torre · c8 negres alfil · f8 negres torre · a7 negres peó · d7 negres peó · g7 negres rei · h7 negres peó · b6 negres peó · c6 negres cavall · e6 negres peó · b4 blanques peó · c4 blanques peó · a3 blanques peó · e3 blanques rei · c2 blanques dama · h2 blanques peó · a1 blanques torre · f1 blanques alfil | a8 negres torre · c8 negres alfil · f8 negres torre · a7 negres peó · d7 negres peó · g7 negres rei · h7 negres peó · b6 negres peó · c6 negres cavall · e6 negres peó · b4 blanques peó · c4 blanques peó · a3 blanques peó · e3 blanques rei · c2 blanques dama · h2 blanques peó · a1 blanques torre · f1 blanques alfil | 7 |
| 6 | a8 negres torre · c8 negres alfil · f8 negres torre · a7 negres peó · d7 negres peó · g7 negres rei · h7 negres peó · b6 negres peó · c6 negres cavall · e6 negres peó · b4 blanques peó · c4 blanques peó · a3 blanques peó · e3 blanques rei · c2 blanques dama · h2 blanques peó · a1 blanques torre · f1 blanques alfil | a8 negres torre · c8 negres alfil · f8 negres torre · a7 negres peó · d7 negres peó · g7 negres rei · h7 negres peó · b6 negres peó · c6 negres cavall · e6 negres peó · b4 blanques peó · c4 blanques peó · a3 blanques peó · e3 blanques rei · c2 blanques dama · h2 blanques peó · a1 blanques torre · f1 blanques alfil | a8 negres torre · c8 negres alfil · f8 negres torre · a7 negres peó · d7 negres peó · g7 negres rei · h7 negres peó · b6 negres peó · c6 negres cavall · e6 negres peó · b4 blanques peó · c4 blanques peó · a3 blanques peó · e3 blanques rei · c2 blanques dama · h2 blanques peó · a1 blanques torre · f1 blanques alfil | a8 negres torre · c8 negres alfil · f8 negres torre · a7 negres peó · d7 negres peó · g7 negres rei · h7 negres peó · b6 negres peó · c6 negres cavall · e6 negres peó · b4 blanques peó · c4 blanques peó · a3 blanques peó · e3 blanques rei · c2 blanques dama · h2 blanques peó · a1 blanques torre · f1 blanques alfil | a8 negres torre · c8 negres alfil · f8 negres torre · a7 negres peó · d7 negres peó · g7 negres rei · h7 negres peó · b6 negres peó · c6 negres cavall · e6 negres peó · b4 blanques peó · c4 blanques peó · a3 blanques peó · e3 blanques rei · c2 blanques dama · h2 blanques peó · a1 blanques torre · f1 blanques alfil | a8 negres torre · c8 negres alfil · f8 negres torre · a7 negres peó · d7 negres peó · g7 negres rei · h7 negres peó · b6 negres peó · c6 negres cavall · e6 negres peó · b4 blanques peó · c4 blanques peó · a3 blanques peó · e3 blanques rei · c2 blanques dama · h2 blanques peó · a1 blanques torre · f1 blanques alfil | a8 negres torre · c8 negres alfil · f8 negres torre · a7 negres peó · d7 negres peó · g7 negres rei · h7 negres peó · b6 negres peó · c6 negres cavall · e6 negres peó · b4 blanques peó · c4 blanques peó · a3 blanques peó · e3 blanques rei · c2 blanques dama · h2 blanques peó · a1 blanques torre · f1 blanques alfil | a8 negres torre · c8 negres alfil · f8 negres torre · a7 negres peó · d7 negres peó · g7 negres rei · h7 negres peó · b6 negres peó · c6 negres cavall · e6 negres peó · b4 blanques peó · c4 blanques peó · a3 blanques peó · e3 blanques rei · c2 blanques dama · h2 blanques peó · a1 blanques torre · f1 blanques alfil | 6 |
| 5 | a8 negres torre · c8 negres alfil · f8 negres torre · a7 negres peó · d7 negres peó · g7 negres rei · h7 negres peó · b6 negres peó · c6 negres cavall · e6 negres peó · b4 blanques peó · c4 blanques peó · a3 blanques peó · e3 blanques rei · c2 blanques dama · h2 blanques peó · a1 blanques torre · f1 blanques alfil | a8 negres torre · c8 negres alfil · f8 negres torre · a7 negres peó · d7 negres peó · g7 negres rei · h7 negres peó · b6 negres peó · c6 negres cavall · e6 negres peó · b4 blanques peó · c4 blanques peó · a3 blanques peó · e3 blanques rei · c2 blanques dama · h2 blanques peó · a1 blanques torre · f1 blanques alfil | a8 negres torre · c8 negres alfil · f8 negres torre · a7 negres peó · d7 negres peó · g7 negres rei · h7 negres peó · b6 negres peó · c6 negres cavall · e6 negres peó · b4 blanques peó · c4 blanques peó · a3 blanques peó · e3 blanques rei · c2 blanques dama · h2 blanques peó · a1 blanques torre · f1 blanques alfil | a8 negres torre · c8 negres alfil · f8 negres torre · a7 negres peó · d7 negres peó · g7 negres rei · h7 negres peó · b6 negres peó · c6 negres cavall · e6 negres peó · b4 blanques peó · c4 blanques peó · a3 blanques peó · e3 blanques rei · c2 blanques dama · h2 blanques peó · a1 blanques torre · f1 blanques alfil | a8 negres torre · c8 negres alfil · f8 negres torre · a7 negres peó · d7 negres peó · g7 negres rei · h7 negres peó · b6 negres peó · c6 negres cavall · e6 negres peó · b4 blanques peó · c4 blanques peó · a3 blanques peó · e3 blanques rei · c2 blanques dama · h2 blanques peó · a1 blanques torre · f1 blanques alfil | a8 negres torre · c8 negres alfil · f8 negres torre · a7 negres peó · d7 negres peó · g7 negres rei · h7 negres peó · b6 negres peó · c6 negres cavall · e6 negres peó · b4 blanques peó · c4 blanques peó · a3 blanques peó · e3 blanques rei · c2 blanques dama · h2 blanques peó · a1 blanques torre · f1 blanques alfil | a8 negres torre · c8 negres alfil · f8 negres torre · a7 negres peó · d7 negres peó · g7 negres rei · h7 negres peó · b6 negres peó · c6 negres cavall · e6 negres peó · b4 blanques peó · c4 blanques peó · a3 blanques peó · e3 blanques rei · c2 blanques dama · h2 blanques peó · a1 blanques torre · f1 blanques alfil | a8 negres torre · c8 negres alfil · f8 negres torre · a7 negres peó · d7 negres peó · g7 negres rei · h7 negres peó · b6 negres peó · c6 negres cavall · e6 negres peó · b4 blanques peó · c4 blanques peó · a3 blanques peó · e3 blanques rei · c2 blanques dama · h2 blanques peó · a1 blanques torre · f1 blanques alfil | 5 |
| 4 | a8 negres torre · c8 negres alfil · f8 negres torre · a7 negres peó · d7 negres peó · g7 negres rei · h7 negres peó · b6 negres peó · c6 negres cavall · e6 negres peó · b4 blanques peó · c4 blanques peó · a3 blanques peó · e3 blanques rei · c2 blanques dama · h2 blanques peó · a1 blanques torre · f1 blanques alfil | a8 negres torre · c8 negres alfil · f8 negres torre · a7 negres peó · d7 negres peó · g7 negres rei · h7 negres peó · b6 negres peó · c6 negres cavall · e6 negres peó · b4 blanques peó · c4 blanques peó · a3 blanques peó · e3 blanques rei · c2 blanques dama · h2 blanques peó · a1 blanques torre · f1 blanques alfil | a8 negres torre · c8 negres alfil · f8 negres torre · a7 negres peó · d7 negres peó · g7 negres rei · h7 negres peó · b6 negres peó · c6 negres cavall · e6 negres peó · b4 blanques peó · c4 blanques peó · a3 blanques peó · e3 blanques rei · c2 blanques dama · h2 blanques peó · a1 blanques torre · f1 blanques alfil | a8 negres torre · c8 negres alfil · f8 negres torre · a7 negres peó · d7 negres peó · g7 negres rei · h7 negres peó · b6 negres peó · c6 negres cavall · e6 negres peó · b4 blanques peó · c4 blanques peó · a3 blanques peó · e3 blanques rei · c2 blanques dama · h2 blanques peó · a1 blanques torre · f1 blanques alfil | a8 negres torre · c8 negres alfil · f8 negres torre · a7 negres peó · d7 negres peó · g7 negres rei · h7 negres peó · b6 negres peó · c6 negres cavall · e6 negres peó · b4 blanques peó · c4 blanques peó · a3 blanques peó · e3 blanques rei · c2 blanques dama · h2 blanques peó · a1 blanques torre · f1 blanques alfil | a8 negres torre · c8 negres alfil · f8 negres torre · a7 negres peó · d7 negres peó · g7 negres rei · h7 negres peó · b6 negres peó · c6 negres cavall · e6 negres peó · b4 blanques peó · c4 blanques peó · a3 blanques peó · e3 blanques rei · c2 blanques dama · h2 blanques peó · a1 blanques torre · f1 blanques alfil | a8 negres torre · c8 negres alfil · f8 negres torre · a7 negres peó · d7 negres peó · g7 negres rei · h7 negres peó · b6 negres peó · c6 negres cavall · e6 negres peó · b4 blanques peó · c4 blanques peó · a3 blanques peó · e3 blanques rei · c2 blanques dama · h2 blanques peó · a1 blanques torre · f1 blanques alfil | a8 negres torre · c8 negres alfil · f8 negres torre · a7 negres peó · d7 negres peó · g7 negres rei · h7 negres peó · b6 negres peó · c6 negres cavall · e6 negres peó · b4 blanques peó · c4 blanques peó · a3 blanques peó · e3 blanques rei · c2 blanques dama · h2 blanques peó · a1 blanques torre · f1 blanques alfil | 4 |
| 3 | a8 negres torre · c8 negres alfil · f8 negres torre · a7 negres peó · d7 negres peó · g7 negres rei · h7 negres peó · b6 negres peó · c6 negres cavall · e6 negres peó · b4 blanques peó · c4 blanques peó · a3 blanques peó · e3 blanques rei · c2 blanques dama · h2 blanques peó · a1 blanques torre · f1 blanques alfil | a8 negres torre · c8 negres alfil · f8 negres torre · a7 negres peó · d7 negres peó · g7 negres rei · h7 negres peó · b6 negres peó · c6 negres cavall · e6 negres peó · b4 blanques peó · c4 blanques peó · a3 blanques peó · e3 blanques rei · c2 blanques dama · h2 blanques peó · a1 blanques torre · f1 blanques alfil | a8 negres torre · c8 negres alfil · f8 negres torre · a7 negres peó · d7 negres peó · g7 negres rei · h7 negres peó · b6 negres peó · c6 negres cavall · e6 negres peó · b4 blanques peó · c4 blanques peó · a3 blanques peó · e3 blanques rei · c2 blanques dama · h2 blanques peó · a1 blanques torre · f1 blanques alfil | a8 negres torre · c8 negres alfil · f8 negres torre · a7 negres peó · d7 negres peó · g7 negres rei · h7 negres peó · b6 negres peó · c6 negres cavall · e6 negres peó · b4 blanques peó · c4 blanques peó · a3 blanques peó · e3 blanques rei · c2 blanques dama · h2 blanques peó · a1 blanques torre · f1 blanques alfil | a8 negres torre · c8 negres alfil · f8 negres torre · a7 negres peó · d7 negres peó · g7 negres rei · h7 negres peó · b6 negres peó · c6 negres cavall · e6 negres peó · b4 blanques peó · c4 blanques peó · a3 blanques peó · e3 blanques rei · c2 blanques dama · h2 blanques peó · a1 blanques torre · f1 blanques alfil | a8 negres torre · c8 negres alfil · f8 negres torre · a7 negres peó · d7 negres peó · g7 negres rei · h7 negres peó · b6 negres peó · c6 negres cavall · e6 negres peó · b4 blanques peó · c4 blanques peó · a3 blanques peó · e3 blanques rei · c2 blanques dama · h2 blanques peó · a1 blanques torre · f1 blanques alfil | a8 negres torre · c8 negres alfil · f8 negres torre · a7 negres peó · d7 negres peó · g7 negres rei · h7 negres peó · b6 negres peó · c6 negres cavall · e6 negres peó · b4 blanques peó · c4 blanques peó · a3 blanques peó · e3 blanques rei · c2 blanques dama · h2 blanques peó · a1 blanques torre · f1 blanques alfil | a8 negres torre · c8 negres alfil · f8 negres torre · a7 negres peó · d7 negres peó · g7 negres rei · h7 negres peó · b6 negres peó · c6 negres cavall · e6 negres peó · b4 blanques peó · c4 blanques peó · a3 blanques peó · e3 blanques rei · c2 blanques dama · h2 blanques peó · a1 blanques torre · f1 blanques alfil | 3 |
| 2 | a8 negres torre · c8 negres alfil · f8 negres torre · a7 negres peó · d7 negres peó · g7 negres rei · h7 negres peó · b6 negres peó · c6 negres cavall · e6 negres peó · b4 blanques peó · c4 blanques peó · a3 blanques peó · e3 blanques rei · c2 blanques dama · h2 blanques peó · a1 blanques torre · f1 blanques alfil | a8 negres torre · c8 negres alfil · f8 negres torre · a7 negres peó · d7 negres peó · g7 negres rei · h7 negres peó · b6 negres peó · c6 negres cavall · e6 negres peó · b4 blanques peó · c4 blanques peó · a3 blanques peó · e3 blanques rei · c2 blanques dama · h2 blanques peó · a1 blanques torre · f1 blanques alfil | a8 negres torre · c8 negres alfil · f8 negres torre · a7 negres peó · d7 negres peó · g7 negres rei · h7 negres peó · b6 negres peó · c6 negres cavall · e6 negres peó · b4 blanques peó · c4 blanques peó · a3 blanques peó · e3 blanques rei · c2 blanques dama · h2 blanques peó · a1 blanques torre · f1 blanques alfil | a8 negres torre · c8 negres alfil · f8 negres torre · a7 negres peó · d7 negres peó · g7 negres rei · h7 negres peó · b6 negres peó · c6 negres cavall · e6 negres peó · b4 blanques peó · c4 blanques peó · a3 blanques peó · e3 blanques rei · c2 blanques dama · h2 blanques peó · a1 blanques torre · f1 blanques alfil | a8 negres torre · c8 negres alfil · f8 negres torre · a7 negres peó · d7 negres peó · g7 negres rei · h7 negres peó · b6 negres peó · c6 negres cavall · e6 negres peó · b4 blanques peó · c4 blanques peó · a3 blanques peó · e3 blanques rei · c2 blanques dama · h2 blanques peó · a1 blanques torre · f1 blanques alfil | a8 negres torre · c8 negres alfil · f8 negres torre · a7 negres peó · d7 negres peó · g7 negres rei · h7 negres peó · b6 negres peó · c6 negres cavall · e6 negres peó · b4 blanques peó · c4 blanques peó · a3 blanques peó · e3 blanques rei · c2 blanques dama · h2 blanques peó · a1 blanques torre · f1 blanques alfil | a8 negres torre · c8 negres alfil · f8 negres torre · a7 negres peó · d7 negres peó · g7 negres rei · h7 negres peó · b6 negres peó · c6 negres cavall · e6 negres peó · b4 blanques peó · c4 blanques peó · a3 blanques peó · e3 blanques rei · c2 blanques dama · h2 blanques peó · a1 blanques torre · f1 blanques alfil | a8 negres torre · c8 negres alfil · f8 negres torre · a7 negres peó · d7 negres peó · g7 negres rei · h7 negres peó · b6 negres peó · c6 negres cavall · e6 negres peó · b4 blanques peó · c4 blanques peó · a3 blanques peó · e3 blanques rei · c2 blanques dama · h2 blanques peó · a1 blanques torre · f1 blanques alfil | 2 |
| 1 | a8 negres torre · c8 negres alfil · f8 negres torre · a7 negres peó · d7 negres peó · g7 negres rei · h7 negres peó · b6 negres peó · c6 negres cavall · e6 negres peó · b4 blanques peó · c4 blanques peó · a3 blanques peó · e3 blanques rei · c2 blanques dama · h2 blanques peó · a1 blanques torre · f1 blanques alfil | a8 negres torre · c8 negres alfil · f8 negres torre · a7 negres peó · d7 negres peó · g7 negres rei · h7 negres peó · b6 negres peó · c6 negres cavall · e6 negres peó · b4 blanques peó · c4 blanques peó · a3 blanques peó · e3 blanques rei · c2 blanques dama · h2 blanques peó · a1 blanques torre · f1 blanques alfil | a8 negres torre · c8 negres alfil · f8 negres torre · a7 negres peó · d7 negres peó · g7 negres rei · h7 negres peó · b6 negres peó · c6 negres cavall · e6 negres peó · b4 blanques peó · c4 blanques peó · a3 blanques peó · e3 blanques rei · c2 blanques dama · h2 blanques peó · a1 blanques torre · f1 blanques alfil | a8 negres torre · c8 negres alfil · f8 negres torre · a7 negres peó · d7 negres peó · g7 negres rei · h7 negres peó · b6 negres peó · c6 negres cavall · e6 negres peó · b4 blanques peó · c4 blanques peó · a3 blanques peó · e3 blanques rei · c2 blanques dama · h2 blanques peó · a1 blanques torre · f1 blanques alfil | a8 negres torre · c8 negres alfil · f8 negres torre · a7 negres peó · d7 negres peó · g7 negres rei · h7 negres peó · b6 negres peó · c6 negres cavall · e6 negres peó · b4 blanques peó · c4 blanques peó · a3 blanques peó · e3 blanques rei · c2 blanques dama · h2 blanques peó · a1 blanques torre · f1 blanques alfil | a8 negres torre · c8 negres alfil · f8 negres torre · a7 negres peó · d7 negres peó · g7 negres rei · h7 negres peó · b6 negres peó · c6 negres cavall · e6 negres peó · b4 blanques peó · c4 blanques peó · a3 blanques peó · e3 blanques rei · c2 blanques dama · h2 blanques peó · a1 blanques torre · f1 blanques alfil | a8 negres torre · c8 negres alfil · f8 negres torre · a7 negres peó · d7 negres peó · g7 negres rei · h7 negres peó · b6 negres peó · c6 negres cavall · e6 negres peó · b4 blanques peó · c4 blanques peó · a3 blanques peó · e3 blanques rei · c2 blanques dama · h2 blanques peó · a1 blanques torre · f1 blanques alfil | a8 negres torre · c8 negres alfil · f8 negres torre · a7 negres peó · d7 negres peó · g7 negres rei · h7 negres peó · b6 negres peó · c6 negres cavall · e6 negres peó · b4 blanques peó · c4 blanques peó · a3 blanques peó · e3 blanques rei · c2 blanques dama · h2 blanques peó · a1 blanques torre · f1 blanques alfil | 1 |
|   | a | b | c | d | e | f | g | h |   |

Les negres juguen 1... Tf3+!. Les blanques no poden capturar la torre amb 2.Rxf3 a causa de la forquilla 2...Cd4+, que els faria perdre la dama. Retrocedint amb 2.Re2 es trobarien amb la mateixa forquilla. El moviment 2.Rd2 sembla més prometedor, però després de 2...Tf2+ (fent raigs X al rei i a la dama blanca) 3.Ae2 Txe2+ 4.Rxe2 Cd4+ la dama blanca està perduda. Per tant, les blanques es troben forçades a jugar 2.Re4.
Després de 2...d5+!, les blanques van abandonar. Les blanques no poden capturar la torre negra sense perdre la dama, però l'alternativa 3.cxd5 exd5+ 4.Rxd5 Ae6+ no portaria a les blanques a una bona defensa. Si es pren l'alfil amb 5.Rxe6 es permet l'antiga amenaça de 5...Cd4+, mentre que prendre el cavall amb 5.Rxc6 permet els raigs X 5...Tc8+ seguida de 6...Txc2. Retrocedint amb 5.Re4 permet uns raigs X a l'alfil negre amb 5...Af5+, així que l'única opció és: 5.Rd6.
Després de 5.Rd6, les negres havien jugat 5... Td8+. Les blanques no podrien prendre ni l'alfil ni el cavall per les mateixes raons que abans (després de 6.Rxe6 Cd4+ 7. Re7, les negres tenen una torre més amb 7... Cxc2 8.Rxd8 Cxa1), cosa que deixa un únic moviment legal, 6.Rc7, però aleshores 6...Rf7+ força absolutament al rei blanc a prendre el cavall negre, possibilitant els raigs X 7...Tc8+ seguida de 8...Txc2.